# تیا (خواننده)
تیا (به انگلیسی: Teya) با نام اصلی تئودورا اشپیریچ (به انگلیسی: Teodora Špirić) (زاده ۱۲ آوریل ۲۰۰۰) خواننده و ترانه‌سرا اتریشی است.
او به همراه سالنا نماینده اتریش در یوروویژن ۲۰۲۳ بود.